# F-02A
docomo STYLE series F-02A（ドコモ スタイル シリーズ エフ ゼロ にー エー）は、富士通によって開発された、NTTドコモの第三世代携帯電話（FOMA）端末である。docomo STYLE seriesの端末。

## 概要
デザインを重視したスタイルシリーズで唯一の防水端末。F706iの後継機にあたるが、2軸折りたたみ型から通常の折りたたみ型になっている。そして、スマートシリーズのF-04Aの姉妹機であり、多くの機能が共通している。
幅48mmの折りたたみ型に、防水型ではF-01A、F-04Aとともに初となる、3.0インチのフルワイドVGA液晶や、ワンセグ、Felica、3.6MbpsFOMAハイスピードなどの機能を備える。ただし、フルワイドVGA液晶は、歴代の富士通端末に使われていたのとは違い、NECやパナソニックモバイルコミュニケーションズの端末に多く使われてきた、解像度が480×854ドットで、発色数が約26万2144色のタイプである。
サブディスプレイには、日本国内最大で最高解像度の2.0インチで約26万2144色表示のQVGA液晶が搭載され、待受画面やカレンダーなども表示できる。
また、F-01Aと違って、インカメラは省かれていない。ただし、F-04Aと同じくGPSやGSMローミング、Bluetoothには非対応。また、同時に発表された、iコンシェル、iウィジェット、iアプリオンラインにはいずれも対応しない。
D505i以来となる（当時は関西地区限定発売）、ジュエリーブランド、4℃とのコラボレーションモデルも登場。天然のダイヤモンドが端末本体に入れられている。
| 主な対応サービス                   | 主な対応サービス                                                    | 主な対応サービス                       | 主な対応サービス                                 |
| ---------------------------------- | ------------------------------------------------------------------- | -------------------------------------- | ------------------------------------------------ |
| タッチパネル                       | FOMAハイスピード3.6Mbps                                             | Bluetooth                              | DCMX／おサイフケータイ                           |
| iアプリオンライン／地図アプリ      | 直感ゲーム／メガiアプリ                                             | iウィジェット                          | マチキャラ／iコンシェル                          |
| ホームU／ポケットU                 | GPS／ケータイお探し                                                 | デコメール／デコメ絵文字／デコメアニメ | iチャネル                                        |
| 着もじ／プッシュトーク             | テレビ電話／キャラ電                                                | 電話帳お預かりサービス                 | フルブラウザ                                     |
| おまかせロック／バイオ認証         | 外部メモリーへiモードコンテンツ移行／ユーザーデータ一括バックアップ | トルカ                                 | iC通信／iCお引越しサービス                       |
| きせかえツール／ダイレクトメニュー | バーコードリーダ／名刺リーダ                                        | 2in1※                                  | エリアメール／ソフトウェアーアップデート自動更新 |
| GSM／3Gローミング（WORLD WING）    | 着うたフル／うた・ホーダイ                                          | Music&Videoチャネル／ビデオクリップ    | デジタルオーディオプレーヤー(WMA)(AAC)           |

※BモードのメールはWebメールとなる。

## 歴史
- 2008年10月15日 - 技術基準適合証明（TELEC）通過。
- 2008年10月20日 - 電気通信端末機器審査協会（JATE）通過。
- 2008年10月29日 - 連邦通信委員会（FCC）通過。
- 2008年11月5日 - F-01A・F-02A・F-03A・F-04A・N-01A・N-02A・N-03A・N-04A・P-01A・P-02A・P-03A・P-04A・P-05A・SH-01A・SH-02A・SH-03A・SH-04A・L-01A・HT-01A・HT-02A・Nokia E71・BlackBerry Boldの開発を発表。
- 2008年12月18日 - 発売開始。
- 2009年9月15日 - F-02A・L-03A・N-03A・P-03A・P-10Aと同時に、Gold・Navy・Whiteの新色を、2009年10月に発売予定と発表。

## 不具合
2009年2月10日に以下の不具合の修正がソフトウェアの更新でなされた。
- サーチキーなどの文字入力画面で、特定の文字を入力すると、再起動する場合がある
- メール一覧画面から返信動作をする際に、マルチタスク機能を使用していないのに「起動中の機能が多いため実行できません。他の機能終了後再度実行してください」と表示され、メールの返信ができない場合がある
- 背面ディスプレイの表示が行われない場合がある